# Demokraták Liechtensteinért
A Demokraták Liechtensteinért (Demokraten pro Liechtenstein, DPL) liechtensteini párt, amelyet 2018 szeptemberében alapítottak.

## Története
A DPL-t 2018-ban Thomas Rehak, Herbert Elkuch és Erich Hasler, a Landtag képviselői alapították, miután Erich Haslert véleménykülönbségek miatt kizárták A Függetlenek nevű pártból. Ennek eredményeként Rehak és Elkuch is kilépett a pártból.
A három kilépett képviselő megalakította az „Új frakciót” (NF), a képviselőcsoport jelenlegi vezetője Herbert Elkuch.

## Fordítás
Ez a szócikk részben vagy egészben  a   Demokraten pro Liechtenstein című német Wikipédia-szócikk fordításán alapul.  Az eredeti cikk szerkesztőit annak laptörténete sorolja fel. Ez a jelzés csupán a megfogalmazás eredetét és a szerzői jogokat jelzi, nem szolgál a cikkben szereplő információk forrásmegjelöléseként.